# Décès en août 2019
Décès
- 2015
- 2016
- 2017
- 2018
- 2019
- 2020
- 2021
- 2022
- 2023

Pour une information complémentaire, voir la page d'aide.

| Date     | Nom                            | Activités | Âge |
| -------- | ------------------------------ | --- | --- |
| 1er août | Alain Borner                   | Homme politique suisse. | 87  |
| 1er août | Ian Gibbons                    | Claviériste britannique. | 67  |
| 1er août | Sadou Hayatou                  | Homme politique camerounais. | 77  |
| 1er août | Annemarie Huber-Hotz           | Femme politique suisse. | 70  |
| 1er août | Barry Hughart                  | Auteur de fantasy américain. | 85  |
| 1er août | Donn Alan Pennebaker           | Cinéaste, écrivain et peintre américain.                                                                                              | 94  |
| 1er août | Günter Perleberg               | Kayakiste allemand, champion et médaillé d'argent olympique (1960, 1964).                                                             | 84  |
| 1er août | Harley Race                    | Catcheur américain. | 76  |
| 1er août | Ahmed Ali Silay                | Fonctionnaire et homme politique de la république de Djibouti.                                                                        | 65  |
| 2 août   | Gunder Bengtsson               | Entraîneur de football suédois. | 73  |
| 2 août   | Vahakn Dadrian                 | Historien et sociologue américain. | 93  |
| 2 août   | Rudolf Gerber                  | Juriste suisse. | 91  |
| 2 août   | Deepak Obhrai                  | Homme politique canadien. | 69  |
| 2 août   | Jocelyne Roy-Vienneau          | Femme politique canadienne. | 63  |
| 2 août   | Alexandra Streltchenko         | Chanteuse ukrainienne. | 82  |
| 3 août   | Miklós Ambrus                  | Poloïste hongrois, champion olympique aux Jeux olympiques d'été de 1964.                                                              | 86  |
| 3 août   | Henri Belolo                   | Producteur de musique français. | 82  |
| 3 août   | Jean-Claude Bouttier           | Boxeur français. | 74  |
| 3 août   | Cliff Branch                   | Joueur américain de football américain.                                                                                               | 71  |
| 3 août   | Jean-Pierre Castelain          | Auteur-compositeur-interprète français.                                                                                               | 72  |
| 3 août   | Caroline de Kergariou          | Metteur en scène française. | 60  |
| 3 août   | Basil Heatley                  | Athlète de fond britannique, médaillé d'argent du marathon aux Jeux olympiques d'été de 1964.                                         | 85  |
| 3 août   | Nikolaï Kardachev              | Radioastronome soviétique puis russe.                                                                                                 | 87  |
| 3 août   | Brian Lochore                  | Joueur néo-zélandais de rugby à XV.                                                                                                   | 78  |
| 3 août   | Léon Mbou Yembi                | Homme politique gabonais. | 73  |
| 3 août   | Thomas Remengesau              | Homme d'État paluan. | 89  |
| 3 août   | John Philip Saklil             | Évêque indonésien. | 59  |
| 3 août   | Mike Troy                      | Nageur américain, double champion aux Jeux olympiques d'été de 1960.                                                                  | 78  |
| 4 août   | Prudencio Cardona              | Boxeur colombien. | 67  |
| 4 août   | Nuon Chea                      | Homme politique cambodgien. | 93  |
| 4 août   | Jean-Paul Driot                | Personnalité française du sport automobile.                                                                                           | 68  |
| 4 août   | André Goosse                   | Grammairien belge. | 93  |
| 4 août   | Jean Grémion                   | Acteur, metteur en scène, journaliste et dramaturge français.                                                                         | 77  |
| 4 août   | Jean Guiart                    | Anthropologue et ethnologue français.                                                                                                 | 94  |
| 4 août   | Renata Jasińska-Nowak          | Actrice et metteuse en scène de théâtre polonaise.                                                                                    | 66  |
| 4 août   | Ann Nelson                     | Physicienne américaine. | 61  |
| 4 août   | Harald Nickel                  | Footballeur allemand. | 66  |
| 4 août   | Bob Wilber                     | Clarinettiste, saxophoniste et compositeur américain de jazz.                                                                         | 91  |
| 5 août   | Josef Kadraba                  | Footballeur tchécoslovaque. | 85  |
| 5 août   | Bjorg Lambrecht                | Coureur cycliste belge. | 22  |
| 5 août   | Toni Morrison                  | Écrivaine américaine. | 88  |
| 5 août   | Alberto Sironi                 | Réalisateur de télévision italien. | 78  |
| 6 août   | Krystyna Dańko                 | Juste parmi les nations polonaise | 102 |
| 6 août   | Sushma Swaraj                  | Femme politique indienne. | 67  |
| 7 août   | Kary Mullis                    | Scientifique américain. | 74  |
| 7 août   | Jean Pinault                   | Coureur cycliste français. | 73  |
| 7 août   | Yves Roby                      | Historien canadien. | 80  |
| 8 août   | Ernie Colón                    | Dessinateur américain de comics. | 88  |
| 8 août   | José Desmarets                 | Homme politique belge. | 93  |
| 8 août   | Mazhar Krasniqi                | Homme politique néo-zélandais. | 87  |
| 8 août   | Manfred Max-Neef               | Économiste et environnementaliste chilien.                                                                                            | 86  |
| 8 août   | Jean-Pierre Mocky              | Réalisateur, scénariste, acteur et producteur de cinéma français.                                                                     | 90  |
| 8 août   | Fabrizio Saccomanni            | Économiste italien. | 76  |
| 8 août   | Manuel de Diéguez              | Écrivain et philosophe français. | 97  |
| 9 août   | Altair Gomes de Figueiredo     | Footballeur brésilien, vainqueur de la Coupe du monde de football de 1962.                                                            | 81  |
| 9 août   | Paul Findley                   | Homme politique américain. | 98  |
| 9 août   | Fahrudin Jusufi                | Footballeur puis entraîneur yougoslave, serbo-monténégrin puis serbe, champion olympique aux Jeux olympiques d'été de 1960.           | 79  |
| 9 août   | Raymonde Moulin                | Sociologue et historienne de l'art française.                                                                                         | 95  |
| 9 août   | Paul Patriarche                | Homme politique français. | 84  |
| 9 août   | Takis                          | Sculpteur grec. | 93  |
| 10 août  | Barbara Bronnen                | Écrivaine allemande. | 80  |
| 10 août  | Jeffrey Epstein                | Homme d'affaires américain. | 66  |
| 10 août  | J. Neil Schulman               | Romancier américain. | 66  |
| 10 août  | Chicho Sibilio                 | Entraîneur de basket dominicain puis espagnol.                                                                                        | 60  |
| 10 août  | Piero Tosi                     | Costumier et décorateur italien. | 92  |
| 10 août  | Aïssata Touré Kane             | Femme politique mauritanienne. | 80  |
| 11 août  | Dejan Čurović                  | Footballeur serbe. | 51  |
| 11 août  | Michael Krauss                 | Linguiste américain. | 84  |
| 11 août  | Abel Leblanc                   | Peintre, sculpteur et poète français.                                                                                                 | 99  |
| 11 août  | Walter Martinez                | Footballeur hondurien. | 37  |
| 11 août  | Gordan Mihić                   | Journaliste, scénariste, dramaturge et réalisateur yougoslave puis serbe.                                                             | 80  |
| 11 août  | Sergio Obeso Rivera            | Cardinal mexicain. | 87  |
| 12 août  | DJ Arafat                      | Chanteur, compositeur, producteur et arrangeur musical ivoirien.                                                                      | 33  |
| 12 août  | José Luis Brown                | Footballeur argentin. | 62  |
| 12 août  | Luc Gustin                     | Homme politique belge. | 68  |
| 12 août  | Paule Marshall                 | Écrivaine américaine. | 90  |
| 12 août  | John Michael Sherlock          | Évêque canadien. | 93  |
| 13 août  | Josette Arène-Delmas           | Nageuse française. | 95  |
| 13 août  | Steve Booth                    | Joueur britannique de rugby à XV. | 42  |
| 13 août  | Christian Mauduit              | Mathématicien français. | 59  |
| 13 août  | Vladimír Ptáček                | Basketteur tchécoslovaque puis tchèque.                                                                                               | 64  |
| 13 août  | René Taelman                   | Entraîneur belge de football. | 74  |
| 13 août  | Nadia Toffa                    | Journaliste et animatrice de télévision italienne.                                                                                    | 40  |
| 14 août  | Akab                           | Auteur de bande dessinée et artiste italien.                                                                                          | 43  |
| 14 août  | Jean Poudevigne                | Homme politique français. | 97  |
| 14 août  | Gjergj Xhuvani                 | Réalisateur et scénariste albanais.                                                                                                   | 55  |
| 15 août  | Vladimir Fomichev              | Footballeur soviétique puis russe. | 59  |
| 15 août  | Luigi Lunari                   | Dramaturge, écrivain et essayiste italien.                                                                                            | 85  |
| 16 août  | Néjib Ayed                     | Producteur de cinéma tunisien. | 65  |
| 16 août  | Christina des Pays-Bas         | Princesse royale néerlandaise. | 72  |
| 16 août  | Alain Fiaut                    | Joueur français de rink hockey. | 55  |
| 16 août  | Peter Fonda                    | Acteur, réalisateur, scénariste et producteur américain.                                                                              | 79  |
| 16 août  | Felice Gimondi                 | Cycliste sur route italien, vainqueur du Tour de France 1965, des Tours d'Italie 1967, 1969 et 1976 ainsi que du Tour d'Espagne 1968. | 76  |
| 16 août  | Irma Holder                    | Parolière allemande. | 93  |
| 16 août  | José Nápoles                   | Boxeur cubain. | 79  |
| 16 août  | Anna Quayle                    | Actrice britannique. | 86  |
| 16 août  | Penka Stoyanova                | Basketteuse bulgare, médaillée de bronze aux Jeux olympiques d'été de 1976 et d'argent à ceux 1980.                                   | 69  |
| 16 août  | Alla Ter-Sarkissiants          | Historienne et arménologue soviétique puis russe.                                                                                     | 82  |
| 16 août  | Richard Williams               | Animateur de télévision, réalisateur et producteur de cinéma canadien.                                                                | 86  |
| 17 août  | Cedric Benson                  | Joueur de foot U.S. américain. | 36  |
| 17 août  | Walter Buser                   | Homme politique suisse. | 93  |
| 17 août  | Michel de Decker               | Écrivain et chroniqueur radio et télé français, spécialiste de l'Histoire.                                                            | 71  |
| 17 août  | Jacques Diouf                  | Diplomate et homme politique sénégalais.                                                                                              | 81  |
| 17 août  | Teodoro Palacios               | Sauteur en hauteur guatémaltèque. | 80  |
| 18 août  | Kathleen Blanco                | Femme politique américaine. | 76  |
| 18 août  | Giulio Chierchini              | Auteur de bandes dessinées italien.                                                                                                   | 91  |
| 18 août  | Robert Ouko                    | Athlète de sprint kényan, champion olympique aux Jeux olympiques d'été de 1972.                                                       | 70  |
| 18 août  | Encarna Paso                   | Actrice espagnole. | 88  |
| 19 août  | Leonid Afremov                 | Peintre israélien d'origine biélorusse.                                                                                               | 64  |
| 19 août  | Cosimo Cinieri                 | Acteur, réalisateur et dramaturge italien.                                                                                            | 80  |
| 19 août  | Zakir Hussain                  | Joueur de hockey sur gazon pakistanais, champion et médaillé d'argent olympique (1956, 1968).                                         | 85  |
| 19 août  | Philippe Leroy                 | Homme politique français. | 79  |
| 19 août  | Gina Lopez                     | Écologiste philippine. | 65  |
| 19 août  | Jan Ruff O'Herne               | Militante pour les droits de l'homme néerlandaise.                                                                                    | 96  |
| 19 août  | Larry Taylor                   | Musicien bassiste américain. | 77  |
| 20 août  | Richard Booth                  | Libraire gallois. | 80  |
| 20 août  | Giovanni Buttarelli            | Magistrat et haut-fonctionnaire italien.                                                                                              | 62  |
| 20 août  | Ryūsei Hasegawa                | Poète japonais. | 91  |
| 20 août  | Rudolf Hundstorfer             | Homme politique autrichien. | 67  |
| 20 août  | Patrice Kirchhofer             | Cinéaste expérimental français. | 66  |
| 20 août  | Antonio Marini                 | Magistrat italien. | 78  |
| 20 août  | Fred Rister                    | Producteur, compositeur et remixeur français.                                                                                         | 58  |
| 21 août  | Dina Abdul-Hamid               | Reine de Jordanie (1955-1957). | 89  |
| 21 août  | Norma Croker                   | Athlète australienne, championne aux Jeux olympiques d'été de 1956.                                                                   | 84  |
| 21 août  | Richard Gregson                | Scénariste britannique. | 89  |
| 21 août  | Celso Piña                     | Chanteur, compositeur, accordéoniste et arrangeur musical mexicain.                                                                   | 66  |
| 22 août  | Junior Agogo                   | Footballeur ghanéen. | 40  |
| 22 août  | Tim Fischer                    | Homme politique australien. | 73  |
| 22 août  | Pierre Gilou                   | Peintre français. | 81  |
| 22 août  | Vitali Logvinovski             | Acteur soviétique puis russe. | 78  |
| 22 août  | Tom Nissalke                   | Joueur puis entraîneur américain de basket-ball.                                                                                      | 87  |
| 23 août  | Larissa Bonfante               | Archéologue et étruscologue italienne.                                                                                                | 88  |
| 23 août  | Amath Dansokho                 | Homme politique sénégalais. | 82  |
| 23 août  | Carlo Delle Piane              | Acteur italien. | 83  |
| 23 août  | Olivier Dumas                  | Vernien français. | 89  |
| 23 août  | Marie-Annick Dézert            | Joueuse française de handball. | 47  |
| 23 août  | David Koch                     | Homme d'affaires et politique américain.                                                                                              | 79  |
| 23 août  | Massimo Mattioli               | Auteur de bandes dessinées italien.                                                                                                   | 75  |
| 23 août  | Egon Zimmermann                | Skieur alpin autrichien, champion olympique aux Jeux olympiques d'hiver de 1964.                                                      | 80  |
| 24 août  | Koffi Gahou                    | Artiste polyvalent béninois. | 71  |
| 24 août  | Arun Jaitley                   | Homme politique indien. | 66  |
| 24 août  | Sidney Rittenberg              | Journaliste américain. | 92  |
| 25 août  | Clora Bryant                   | Trompettiste de jazz américaine. | 98  |
| 25 août  | Bernard Monnereau              | Rameur d'aviron français. | 83  |
| 25 août  | Ferdinand Piëch                | Inventeur et chef d'entreprise autrichien.                                                                                            | 82  |
| 25 août  | Anne Grete Preus               | Chanteuse, musicienne et guitariste norvégienne.                                                                                      | 62  |
| 25 août  | Lodewijk Woltjer               | Astronome néerlandais. | 89  |
| 26 août  | Pal Benko                      | Grandmaître international d'échecs américano-hongrois.                                                                                | 91  |
| 26 août  | Christian Bonaud               | Islamologue et écrivain français. | 62  |
| 26 août  | Neal Casal                     | Chanteur, guitariste et compositeur américain.                                                                                        | 50  |
| 26 août  | Colin Clark                    | Joueur de soccer américain. | 35  |
| 26 août  | Ray Henwood                    | Acteur néo-zélandais. | 82  |
| 26 août  | Isabel Toledo                  | Styliste américaine d'origine cubaine.                                                                                                | 59  |
| 27 août  | Dawda Jawara                   | Homme d'État gambien. | 95  |
| 27 août  | Philippe Madrelle              | Homme politique français. | 82  |
| 27 août  | Paul Meger                     | Hockeyeur sur glace canadien. | 90  |
| 27 août  | Martin Weitzman                | Économiste américain. | 77  |
| 28 août  | Michel Aumont                  | Acteur français. | 82  |
| 28 août  | Jean Barbeau                   | Dramaturge canadien. | 74  |
| 28 août  | Maria-Cristina Coste-Rixte     | Traductrice française. | 71  |
| 28 août  | Pascal Gnazzo                  | Coureur cycliste français. | 98  |
| 28 août  | Steve Hiett                    | Photographe de mode britannique. | 79  |
| 28 août  | Nancy Holloway                 | Chanteuse américaine. | 86  |
| 28 août  | Sogyal Rinpoché                | Lama tibétain. | 72  |
| 28 août  | Nie Yuanzi                     | Universitaire chinoise. | 98  |
| 29 août  | Terrance Dicks                 | Scénariste britannique. | 84  |
| 29 août  | Jean Guillou                   | Gymnaste artistique français. | 88  |
| 29 août  | Juhani Kärkinen                | Sauteur à ski finlandais. | 83  |
| 29 août  | Miklós Kocsár                  | Compositeur hongrois. | 85  |
| 29 août  | Maria Dolors Renau i Manén     | Femme politique espagnole. | 82  |
| 29 août  | Achille Silvestrini            | Cardinal italien. | 95  |
| 29 août  | Vladimir Veličković            | Peintre, dessinateur et graveur français.                                                                                             | 84  |
| 30 août  | At Tchong Tchoun You Thung Hee | Homme politique polynésien. | 71  |
| 30 août  | Franco Columbu                 | Culturiste, boxeur et acteur italien.                                                                                                 | 78  |
| 30 août  | Dennis Fentie                  | Homme d'affaires et homme politique canadien.                                                                                         | 68  |
| 30 août  | Bernard Golay                  | Animateur de télévision français. | 75  |
| 30 août  | Valerie Harper                 | Actrice américaine. | 80  |
| 30 août  | James Cellan Jones             | Réalisateur, producteur et scénariste britannique.                                                                                    | 88  |
| 30 août  | Hans Rausing                   | Entrepreneur suédois. | 93  |
| 30 août  | Park Taesun                    | Écrivain sud-coréen. | 77  |
| 31 août  | Leslie H. Gelb                 | Politologue et journaliste américain.                                                                                                 | 82  |
| 31 août  | Anthoine Hubert                | Pilote automobile français. | 22  |
| 31 août  | Immanuel Wallerstein           | Sociologue et économiste américain.                                                                                                   | 88  |